# Río Olmopulli
El río Olmopulli es un curso natural de agua que nace al este de Maullín y fluye en la provincia de Llanquihue, Región de Los Lagos con dirección general noroeste hasta desembocar en la ribera sur del río Maullín.

## Historia
Luis Risopatrón lo describe en su Diccionario Jeográfico de Chile:: 604 
Olmopulli (Rio) 41° 35' 73° 30'. Presenta bancos de un conglomerado aluvial en su parte superior, se dirije hácia el W en un lecho bien marcado, entre ribazos terrosos cubiertos de arbolado i serpentea, correntoso i sucio en su parte inferior, paralelamente al curso del rio Cebadal, al que afluye del E, poco antes de la confluencia de éste con el rio Maullin; puede ser navegado en 8 kilómetros, por embarcaciones menores, ausiliadas por el flujo en su parte superior. 1, I, p. 243; i VIII, p. 160; i 156; í riachuelo Muermopulli en 155, p. 460.

## Población, economía y ecología
En su desembocadura se encuentra el humedal Cebadal, a solo 3,5 km de la ciudad de Maullín. Cubre un área de 2800 m².: 4 